# Golf et Mike
Golf et Mike est un duo thaïlandais de musique, composé de deux frères, Pichaya Nitipaisalkul (Golf, né le 20 février 1987) (thaï : กอล์ฟ - พิชญะ นิธิไพศาลกุล) et Pirat Nitipaisalkul (Mike, né le 19 décembre 1989) (thaï : ไมค์ - พิรัชต์ นิธิไพศาลกุล), produit sous le label J Storm.
Golf et Mike sont aussi des acteurs thaïlandais.
Ils ont participé au projet G-Junior de GMM Grammy, la plus grande compagnie de divertissement de la Thaïlande, en 2002. Golf et Mike s'étaient entraînés pendant quatre ans à danser et chanter avant de commencer en tant qu'artistes en novembre 2005 avec leur album nommé Golf-Mike. L’album contient plusieurs hits, comme Bounce, Ruang Lek Haung Tur, Ta Lok Dee.
En février 2006, Golf et Mike gagnent leur premier prix des The Seed Awards 2006 comme “nouvel artiste le plus populaire de l’année”. En mars 2006, ils ont leur premier concert indépendant “Golf – Mike Let’s bounce concert” au Thunder Dome avec 5 000 personnes. En juin 2006, Golf et Mike ont gagné le prix “Best Breakthough Artist” au Thaïland Music Video Awards 2006.
Ils font également partie du groupe Kitty gYm (Golf, Yamashita & Mike) avec YamaPi (NewS...), ce qui les rend très connus au Japon.

## Discographie

### Album
- 15. 11. 2005 : Golf-Mike
- 22. 08. 2006 : 10 Club (G-JR)
- 22. 12. 2006 : 365 Days With Golf-Mike (Mini-Album) | Version japonaise contenant des clips bonus|
- 08. 03. 2007 : One By One | Version coréenne contenant deux chansons bonus|
- 22. 08. 2007 : RIN (凛) | Edition limitée contenant un DVD bonus ; version thaï contenant trois chansons bonus|
- (date ? ) : Project Cross-Culture avec Ice Sarunyu et James Ruangsak
- 26. 01. 2008 : Diary Hits
- 10. 12. 2008 : Get Ready
- 14. 05. 2009 : Get Ready 2" | Repackage de l'album Get Ready en Malaisie avec deux nouvelles chansons, "同班同學" (Tong Ban Tong Xue) et "Inspiration" en mandarin
- 29. 05. 2009 : Mai Pid Chai Mai... Tee Ruk Tur | OST Love Beyond Frontier 1-2

### Single
- 30. 08. 2006 : Fever To Future (GYM) (avec Yamapi) |Edition limité contenant un DVD bonus|
- 27. 06. 2007 : Nippon Ainiikuyo (ニッポン アイニイクヨ) |Version thaï contenant une chanson bonus|

### Chansons spéciales
- 2005 : Tong Ther Tao Nun (I'll Never Live Without You)

## Filmographie

### Golf
- 2007 : Dogs ! La Folle Aventure (มะหมา 4 ขาครับ) (voix)
- 2014 : Still 2 (ตายโหง ตายเฮี้ยน)
- 2014 : The Couple (รัก ลวง หลอน)
- 2017 : Realms (คนปล้นวิญญาณ)

### Mike
- 2010 : Eternity (ชั่วฟ้าดินสลาย)
- 2013 : H Project (Hashima Project) (ฮาชิมะ โปรเจกต์ ไม่เชื่อ ต้องลบหลู่)
- 2015 : Surprise (万万没想到)
- 2017 : Mr. Pride vs Miss Prejudice (傲娇与偏见)
- 2021 : Braquage en or (The Misfits)  de Renny Harlin : Wick

## Sources
- (en) Cet article est partiellement ou en totalité issu de l’article de Wikipédia en anglais intitulé « Golf & Mike » (voir la liste des auteurs).